# Polygala glochidiata
Polygala glochidiata är en jungfrulinsväxtart som beskrevs av Carl Sigismund Kunth. Polygala glochidiata ingår i släktet jungfrulinssläktet, och familjen jungfrulinsväxter.

## Underarter
Arten delas in i följande underarter:
- P. g. spergulifolia
- P. g. subaphylla

## Bildgalleri

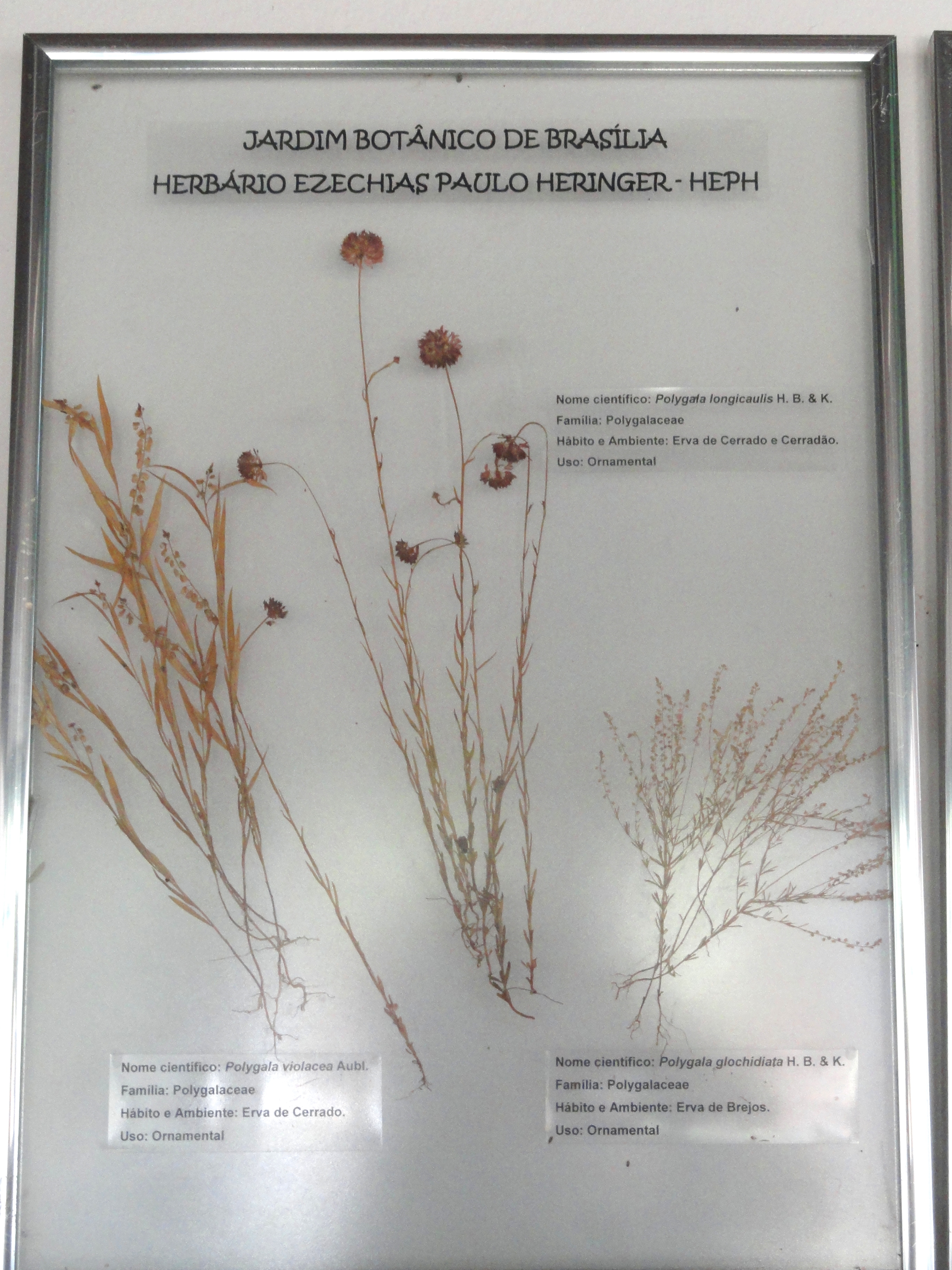